# Атенион
Вижте пояснителната страница за други личности с името Атенион.
Атенион (на латински: Athenion; на древногръцки: Ἀθηνίων, Athēníōn; † 101 пр.н.е.) е вожд на робите през Второто робско въстание, наричано и втора римска робска война.

## Биография
Атенион произлиза от Киликия и е като роб ръководител на други 200 роби в земевладение в Западна Сицилия.
При избухването на въстанието през 104 пр.н.е. в Сегеста (Segesta) става вожд на въстаналите роби и носи царска титла. Служи обаче след това като стратег на провъзгласилия се за цар в източната част на Сицилия Салвий Трифон.
След смъртта на Салвий избират Атенион за нов цар. Неговата цел е да национализира тогавашните големи земевладелци и земята да стане държавна. Намерението му се проваля, защото робите не могат да удържат на по-силната военна мощ на Рим.
Атенион е убит през 101 пр.н.е. в битка с войските на консула Маний Аквилий.